# Citroën GQ
La GQ by Citroën (ou Citroën GQ) est un concept car développé par le constructeur automobile français Citroën pour le magazine GQ. Il a été présenté au salon de l'automobile de Genève 2010.

## Présentation

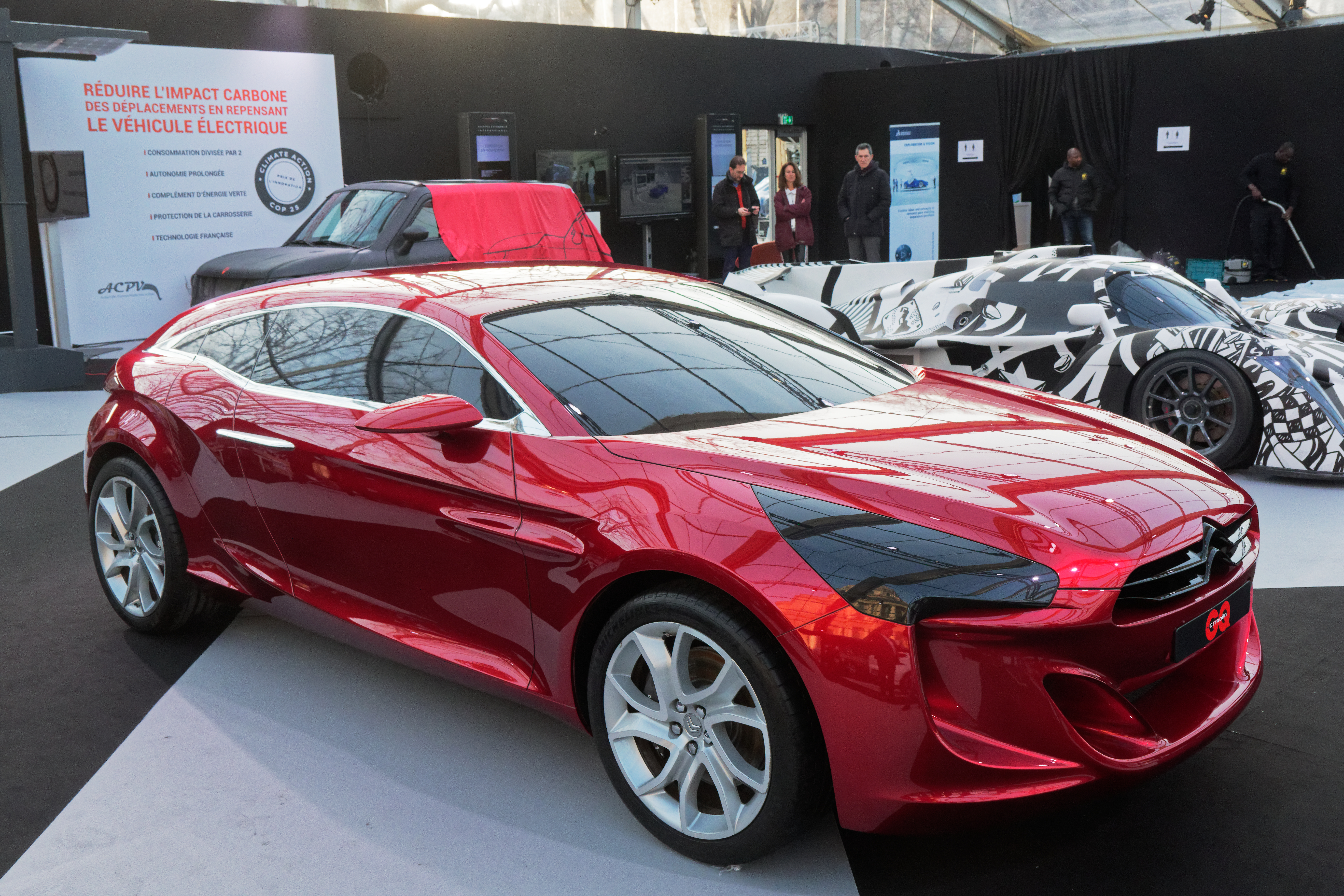
GQ by Citroën

Censé représenter le véhicule idéal des lecteurs du magazine masculin du même nom, la GQ est annoncée comme étant un coupé à moteur hybride couplant un quatre cylindres et un moteur électrique. Il accélère en moins de cinq secondes du 0 à 100 km/h, la vitesse de pointe est donnée à 250 km/h, et les émissions de CO2 annoncées sont de 80 g/km. Mais ces informations sont en réalité purement théoriques, puisque la GQ n'est qu'une maquette dite "pleine" à échelle réelle, et non un concept-car fonctionnel. C'est pourquoi l'habitacle de la GQ n'a jamais été présenté au public, en dehors de rendus de designer.
Le dessin extérieur est de Domagoj Dukec, et l'habitacle, de Julien Famchon. Patrick Grant, directeur artistique de la maison londonienne E. Tautz & Sons n'a signé que les garnissages.

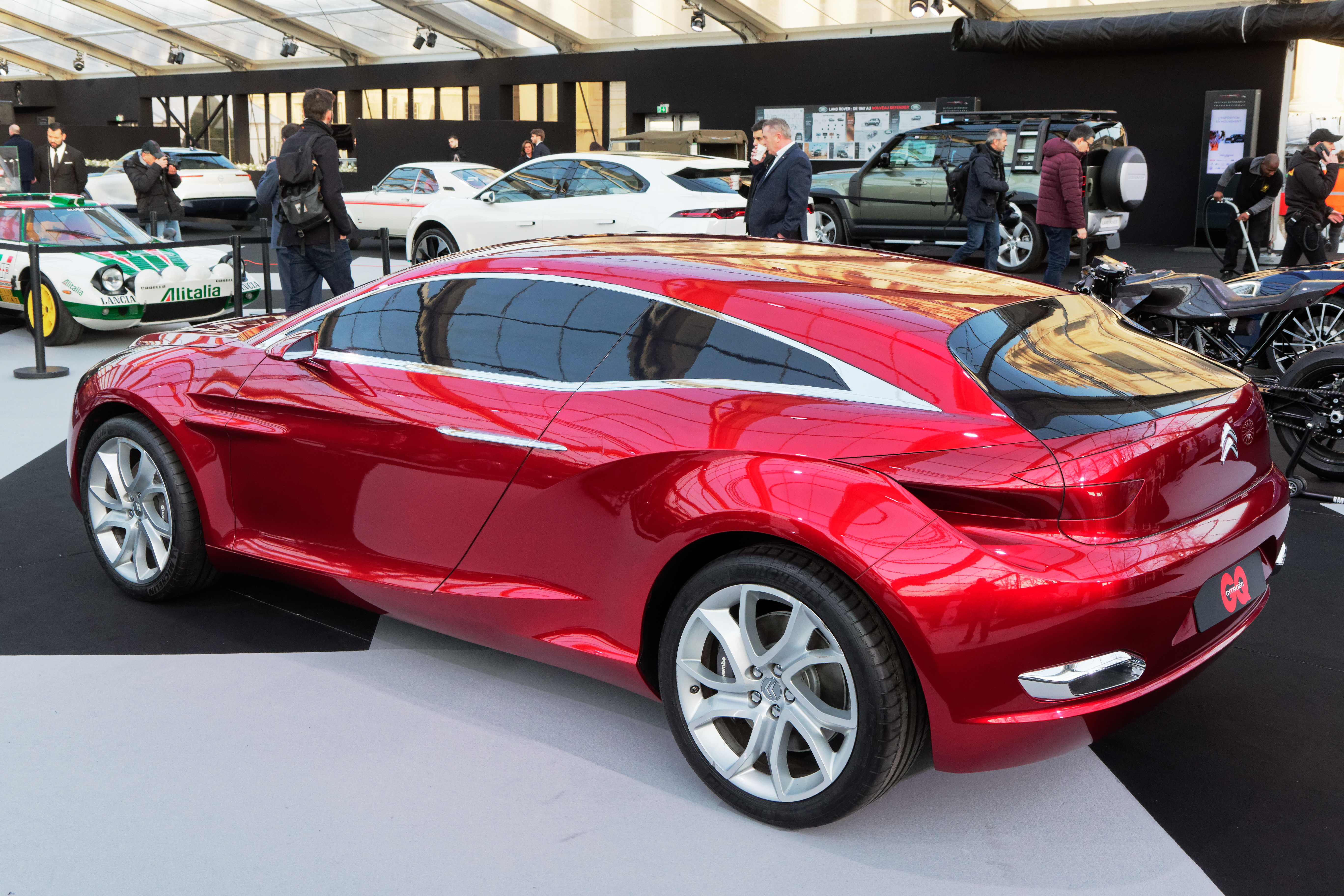
GQ by Citroën